# 南アフリカ・インド人会議
南アフリカ・インド人会議（みなみアフリカ・インドじんかいぎ、South African Indian Congress）とは1924年に南アフリカ共和国のナタール(現クワズール・ナタール州)で設立された組織である。この会議はマハトマ・ガンディーや、他の有名な南アフリカのインドの有名人が参加したことで有名である。最初の議長としてUmar Hajee Ahmed Jhaveriが選出された。